# Leschen (Döbeln)
Leschen ist ein Ortsteil der Großen Kreisstadt Döbeln und gehört innerhalb dieser zur Ortschaft Mochau.

## Lage
Das Platzdorf Leschen, gelegen am Stahnaer Bach, liegt rund fünf Kilometer südöstlich von Döbeln an der Straße von Lüttewitz (im Norden) nach Choren (im Süden) und damit ungefähr zwei Kilometer von der Autobahn 14 entfernt. 500 Meter nordwestlich befindet sich Maltitz, ebenso weit im Südwesten liegt Theeschütz.

## Geschichte
Erstmals erwähnt wurde Leschen 1334 als Leschen, Lechsschen. Spätere Namensformen waren Leczsen, Leschen (1378), Leschin (1428), Lescen, Lescaw (1466), Lescha (1506), Leschen (1543),Leschaw, Leschau (1555) und Lescha (1724). Der Ort gehört seit jeher zur Kirchgemeinde Rüsseina, das heute zu Nossen gehört.
Leschen war 1551 dem Rittergut Knobelsdorf zugehörig und hatte 1696 und 1764 ein eigenes Rittergut. Ab 1935 gehörte der Ort zunächst zu Lüttewitz, das 1965 in Lüttewitz-Dreißig aufging. Dieses fusionierte mit 1993 Choren zur Gemeinde Lüttewitz, das wiederum 1996 nach Mochau eingemeindet wurde, das zum Jahreswechsel 2015/2016 nach Döbeln eingemeindet wurde. Heute ist Leschen offizieller Ortsteil von Döbeln.
| Jahr      | 1547/51                       | 1764                        | 1834 | 1871 | 1890 | 1910 | 1925 |
| --------- | ----------------------------- | --------------------------- | ---- | ---- | ---- | ---- | ---- |
| Einwohner | 6 besessene Mann, 16 Inwohner | 9 besessene Mann, 3 Häusler | 119  | 126  | 124  | 113  | 136  |

1925 waren alle Einwohner evangelisch-lutherisch.

## Belege
1. 1 2 3  Leschen – HOV | ISGV. Abgerufen am 14. Juli 2024.
2. ↑  Große Kreisstadt Döbeln: Hauptsatzung der Großen Kreisstadt Döbeln. (PDF) 31. Dezember 2019, abgerufen am 14. Juli 2024.